# Toreo de Cuatro Caminos
El  Toreo de Cuatro Caminos fue una plaza de toros y recinto multiusos que existió en los límites de la alcaldía Miguel Hidalgo, Ciudad de México y el municipio de Naucalpan de Juárez, Estado de México, siendo un importante punto de referencia sobre los límites entre estas dos entidades para los automovilistas del Anillo Periférico, arteria vehicular adyacente al sitio. Desde 2008 se ubica en su sitio el centro comercial Toreo Parque Central.

## Historia

### Plaza de Toros

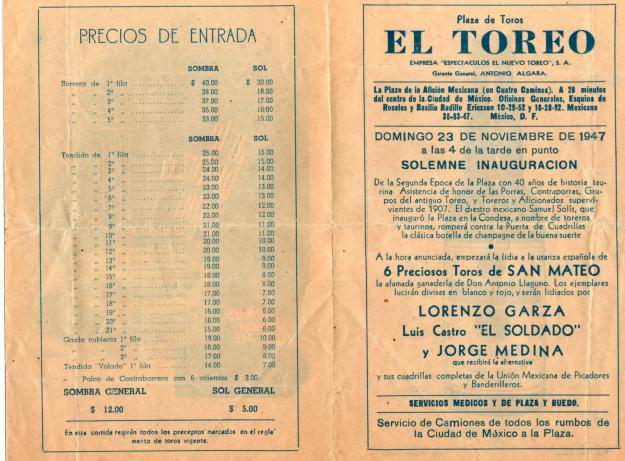
Programa de la Corrida Inaugural.

Fue inaugurado en 23 de noviembre de 1947 por Lorenzo Garza, Luis Castro "El Soldado" y Jorge Medina con toros de San Mateo y funcionó ininterrumpidamente hasta 1968, sin embargo nunca fue terminado en su totalidad. La estructura quedó asentada en lo que alguna vez fue la antigua hacienda de Los Leones, punto de referencia y entronque de cuatro antiguos caminos reales que comunicaban a la Ciudad de México con Cuautitlán, Tacuba y Huixquilucan. La primera Plaza de Toros de Cuatro Caminos fue inaugurada en 1894, era de madera y tenía capacidad para 30 000 personas. Anteriormente el Toreo de Cuatro Caminos, estuvo situado en la Colonia Roma en las calles de Durango, Salamanca, Valladolid, Colima y se le conocía como el Toreo de la Condesa, fue inaugurado el 22 de septiembre de 1907 por el carmonense Manuel Gonzales "Rerre", el leonés Agustín Velazco "Fuentes Mexicano" y los novilleros integrantes de la Cuadrilla Juvenil Mexicana con 8 astados de la ganadería tlaxcalteca de Tepeyahualco. Con motivo de la inauguración de la Plaza México en 1946, el coso taurino de la Condesa cerró sus puertas, fue vendido por sus propietarios, una de las hijas del general Porfirio Díaz y se trasladó a la ubicación referida en Naucalpan. En el predio que ocupó en la colonia Condesa, se edificó la primera sucursal de la tienda departamental El Palacio de Hierro fuera de lo que ahora se conoce como el Centro Histórico, antes el primer cuadro de la ciudad. Asimismo, en uno de sus muros exteriores, afuera del local que ocupa el restaurante Sanborns de la Condesa, se puede apreciar la placa en bronce que recuerda que en ese lugar fue muerto en diciembre de 1940 el matador de toros Alberto Balderas. Tenía capacidad para 25 000 personas y era, junto con la Plaza México y la Plaza de Toros de Las Ventas de Madrid, una de las únicas plazas de categoría especial del mundo.
Se cortaron 35 rabos en el Toreo de Cuatro Caminos, el primero de ellos por Carlos Arruza al toro Cordobés de la ganadería de Pastejé el 14 de diciembre de 1947 y el último de ellos por Eloy Cavazos a Fundador de Arroyo Zarco el 1 de diciembre de 1994. Sin dejar de mencionar los conseguidos por Antonio Ordóñez a Cascabel de San Mateo, Paco Camino a Traguito de Santo Domingo, Jorge "El Ranchero" Aguilar a Tejón de don Mariano Ramírez y los de Arizeño y Toñuco de Mimihuampam por Manuel Capetillo y Manolo Martínez respectivamente la legendaria tarde del 3 de diciembre de 1967 entre otros.
Para 1968, le fue añadido un domo de hierros y láminas de acero que finalmente lo adaptó como auditorio para la realización de múltiples eventos.
Fue reinaugurada como plaza de toros en 1994 por José María Manzanares, Manolo Arruza, Miguel Espinosa "Armillita Chico" y Pepín Liria con toros de Vistahermosa, celebró corridas de toros por última vez en la temporada de 1996 que alcanzó los 10 festejos. El último festejo en esta plaza contó con la actuación del rejoneador leonés Pedro Louceiro "Hijo" y los matadores Javier Escobar "el Fraile", el apizaquense Manolo García Méndez y Manolo Sánchez con 7 toros de la ganadería de Quiriceo.
En total se celebraron 140 corridas de toros y 164 novilladas, es decir, una cifra cercana a los 300 festejos.

#### Alternativas recibidas en esta plaza
NOTA: No se incluyen las alternativas celebradas en el Toreo de la Condesa.
- Por segunda ocasión

Referencias de la tabla.
En 2008, el Toreo de Cuatro Caminos fue adquirido por el Grupo Inmobiliario Danhos en una transacción que superó los 25 millones de dólares y finalmente comenzó la demolición del inmueble en septiembre de ese mismo año para concluirlo en febrero de 2009.

## Toreros actuantes en el Toreo

### Antiguo Toreo de la Condesa
- Rodolfo Gaona.
- Tomas Alarcon "Mazzantinito".
- Luis Freg.
- Juan Silveti.
- Domingo González "Dominguín".
- Juan Belmonte.
- Ignacio Sánchez Mejías.
- Juan Espinosa "Armillita"
- Manuel Jiménez "Chicuelo".
- Fermín Espinosa "Armillita Chico".
- Manuel Mejías Rapela "Bienvenida".
- Joaquín Rodríguez "Cagancho".
- Francisco Vega de los Reyes "Gitanillo de Triana"
- Alberto Balderas (fallecido en esta plaza).
- Lorenzo Garza.
- Jesús Solorzano.
- Carlos Vera "Cañitas"
- José González López "Carnicerito de México"
- Silverio Pérez.
- Manuel Rodríguez Sánchez "Manolete".

### "Nuevo" Toreo De Cuatro Caminos
- Lorenzo Garza.
- Silverio Pérez (en festivales).
- Luis Castro "el Soldado".
- Carlos Arruza.
- Antonio Ordóñez.
- Paco Camino.
- Jorge "El Ranchero" Aguilar.
- Miguel Báez "Litri".
- Fermín Rivera.
- José Ramón Tirado.
- Rafael Rodríguez.
- Fernando de los Reyes "el Callao".
- Manolo Dos Santos.
- Manuel Benítez "El Cordobés".
- Alfredo Leal.
- Manuel Capetillo.
- Manolo Martínez.
- Joselito Huerta.
- Fermín Espinosa "Armillita Chico".
- José Miguel Arroyo "Joselito".
- Rafaél Gil "Rafaelillo".
- Juan Silveti.
- Eloy Cavazos.
- Antonio Velázquez.
- José María Manzanares.
- Pedro Luceiro II.
- Fernando Lozano

## Arquitectura y usos
El predio donde se situaba el Toreo de Cuatro Caminos consta de 25 mil metros cuadrados y su domo de acero poseía una altura de 60 metros. Debido a su inconfundible silueta semiesférica y su ubicación, fue durante su existencia un buen signo de referencia geográfica para los habitantes de la Ciudad de México y aquellos que llegaban a ella por el norte de la ciudad. Justo a un costado de la construcción, se sitúa la terminal Cuatro Caminos de la línea 2 del Metro de la Ciudad de México, siendo el símbolo de esta estación la estructura del extinto Toreo de Cuatro Caminos.
Inicialmente se construyó con el objetivo de utilizarse como una Plaza de Toros, pero nunca se concluyó su obra para este fin, siendo utilizada en cambio para diversos espectáculos y reuniones, como fueron la lucha libre profesional (siendo la más emblemática última lucha en la carrera de El Santo «El Enmascarado de Plata» el 12 de septiembre de 1982), minitorneos deportivos (como el torneo de fútbol juvenil celebrado con motivo de la campaña publicitaria Torneo Secreto/La Jaula de Nike en 2002), conciertos musicales (los últimos de afluencia considerable ocurrieron el 20 de enero de 2006 con la presentación de la discoteca móvil Patrick Miller y el 5 de mayo del mismo año con Polymarchs y un buen número de discotecas móviles, este evento fue conducido por los locutores de Los 40 Principales (D. F.), peleas de boxeo, reuniones políticas, y grabación de trabajos filmográficos.